# Буазза, Бешир
Бешир Буазза (араб. بشير بوعزة‎, фр. Béchir Bouazzat, 5 октября 1908 — 12 апреля 1944) — французский борец тунисского происхождения, бронзовый медалист чемпионата Европы 1935 года.

## Биография
Родился в 1908 году в Гаммарте (протекторат Тунис). В 1935 году стал бронзовым призёром чемпионата Европы по греко-римской борьбе. В 1936 году на Олимпийских играх в Берлине принял участие в соревнованиях по современному пятиборью, но стал лишь 28-м.
В 1944 году был по ошибке убит американским солдатом в Валь-де-Марне.